# Bicicleta de pista

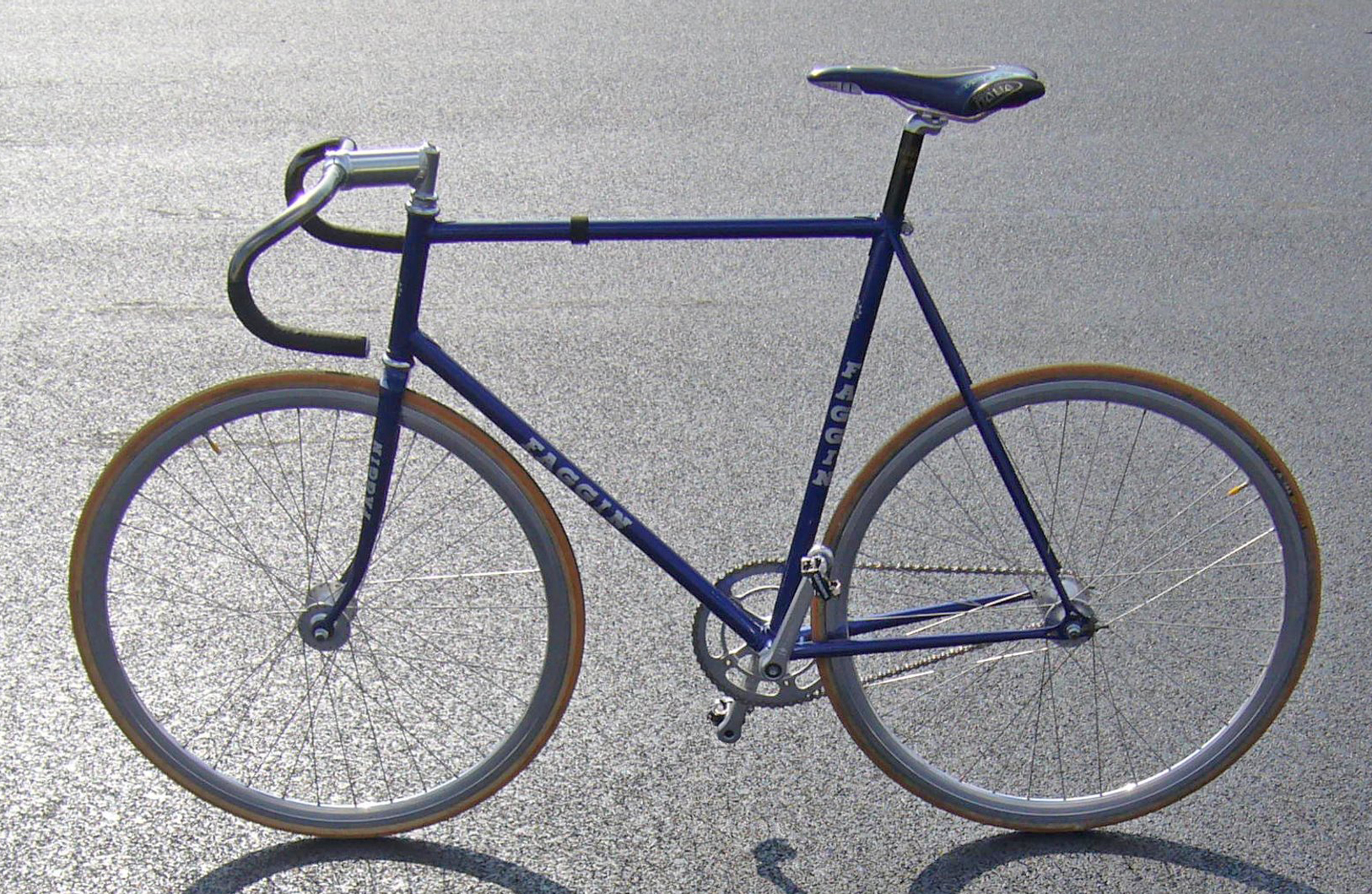
Bicicleta para pista

Uma 'bicicleta de pista ou bicicleta de sprint é uma bicicleta de carreiras optimizada para ser utilizada num velódromo ou pista ao ar livre. A diferença de bicicletas de carreiras, a bicicleta de pista é uma bicicleta com um sistema de pinhão fixo que faz que se freie aplicando gradualmente menor pressão no pedaleiro. Os pneus são estreitos e enchem-se a alta pressão para reduzir a resistência da rodagem. Os pneus tubulares são de uso frequente, mas avanços nos pneus ligeiros de coberta estão a deixar de lado os tubulares. Os aros podem ser de alumínio, titánio ou fibra de carbono.
Constroem-se em diferentes tamanhos ou medidas e estão fabricados em materiais variados, desde os mais pesados e resistentes como o aço de cromo-molibdeno, (cro-moly ou cromoly), até os mais ligeiros de alumínio, titánio, bambu ou fibra de carbono.
A longitude máxima da bicicleta de pista é de 2 m, e pesa entre 7 e 8.5 kg. O marco é triangular, e o sillín tanto faz ao de qualquer bicicleta de carreira.

## Origens

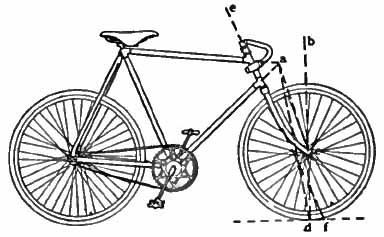
Bicicleta de corrida/pista de 1911

As primeiras bicicletas de pista eram chamadas path, sendo o antigo termo Victoriano/Eduardiano para o ciclismo de pista, eram bicicletas de corrida com pelo geral tubulares de 26 x 1 ¼" (32-597mm) de alta pressão. No entanto, seu homólogo, o path racer, é uma bicicleta com duplo propósito, tanto para estrada como para pista, os ângulos não são tão fechados e o pedalier se localiza mais baixo que uma pura path (pista).

## Características

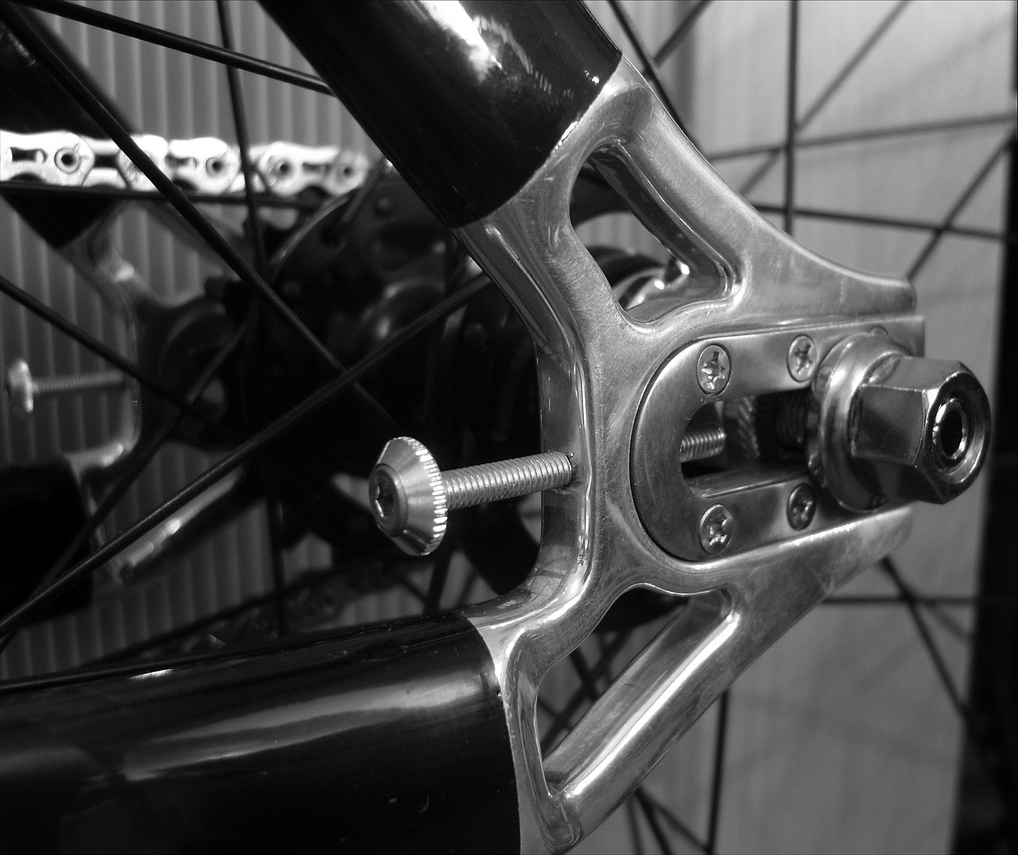
Ponteiras horizontais; parafusos separadores permitem ajustar a tensão da corrente

### Quadro
As bicicletas de pista são máquinas ultra–ligeiras de 7 e 8.5 kg com batalhas curtas, ângulos fechados e manillares de corridas muito curvados para agilizar o manejo. O eixo pedaleiro costuma estar situado mais alto que nas bicicletas de corrida, para que o pedal que fica ao interior da curva não toque a pista.
Os quadros de pista usam um espaço de 120 mm entre o eixo traseiro e ponteiras horizontais o que permite ajustar a tensão da corrente. A fibra de carbono é o material mais comum a nível profissional.

### Pinhão fixo
O cubo da roda traseira de uma bicicleta sprint é um pinhão fixo. As bielas não deixam de rodar até que a bicicleta não se detenha, de modo que o corredor não pode deixar de pedalear nem um instante. (ver → Bicicleta de pinhão fixo)

### Sem travões nem mudanças
Pára que seja legal em pista, uma bicicleta não deve ter nem travões nem mudanças de marcha, já que não há custas que escalar nem obstáculos ante os que se deter. Por outro lado, isto incrementa a segurança na pista quando há mas competidores, já que elimina as freadas bruscas e reduz a velocidade relativa entre as diferentes bicicletas.